# День книги в Иране

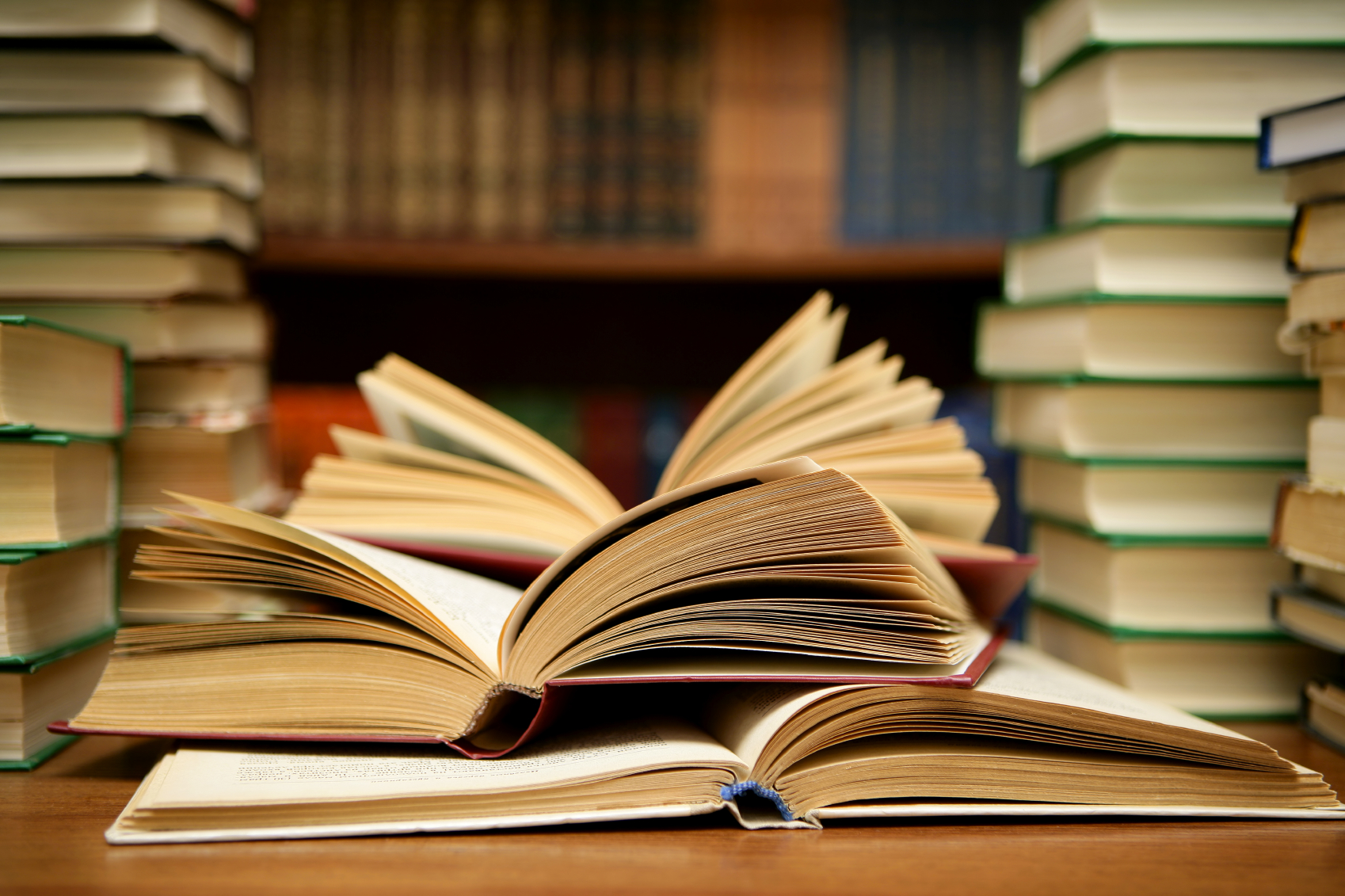

День книги (перс. روز کتاب‎, Ruz-e ketab) — праздник, посвященный чтению и книгам, который отмечается в Иране 24 абана (14 ноября).
День книги проходит в рамках ежегодной Недели книги, нацеленной на то, чтобы рассказать миру об иранской культуре и внедрить в общество культуру чтения. Неделя книги проходит с 24 по 30 абана (с 14 по 21 ноября).
В это время во многих провинциях страны, городах и селах, школах, университетах и мечетях организовывают книжные ярмарки, выставки, конкурсы чтения. Кроме того, во время Недели книги представляют новые издания, награждают лучшие издательства, жертвуют книги школам и открывают новые городские библиотеки. Ежегодно в этот период СМИ также устраивают ряд соревнований, связанных с культурой книгочтения.
В рамках одной из программ Недели книги Министерство культуры и исламской ориентации открыло библиотеку религий, в которой хранится более 40 000 книг. Она считается крупнейшей на Ближнем Востоке в сфере религии. В этой библиотеке содержатся книги на персидском, среднеперсидском, арабском, немецком, английском, французском языках, а также на иврите и санскрите.
Во время Недели книги особое внимание уделяется детям. Любовь к книгам стараются прививать с малых лет. Так, Институт интеллектуального развития детей и молодежи (Kanoon-e Parvaresh-e Fekri-e Koodakan va Nojavanan), известный как «Канун», активно занимается проведением различных мероприятий, связанных с книгой и чтением. Эта организация была основана в 1965 году. Изначально одной из главных целей института было создание крупной сети постоянных и «странствующих» библиотек с целью продвижения культуры и грамотности. Сначала «Канун» лишь переводил произведения западных авторов, таких как Ханс Кристиан Андерсен, но затем началась публикация собственных книг, и «Канун» стал создателем многочисленной литературы для детей.
Сейчас Институт интеллектуального развития детей и молодежи имеет 750 постоянных и 50 «странствующих» библиотек, несколько театров, издательский и продюсерский центры, обсерваторию, музей детского творчества и биологическую станцию.
В ноябре 2013 года в рамках Недели дружбы русских и иранских детей «Канун» впервые приехал в Россию. Для детей была организована обширная программа, включавшая различные мастер-классы по кустарным ремеслам, изготовлению кукол, коллажу, сочинительству, а также выставку книг и презентацию детских рисунков.